# Болгарская рабочая социал-демократическая партия (тесных социалистов)
Болгарская рабочая социал-демократическая партия (тесных социалистов) (болг. Българска работническа социалдемократическа партия (тесни социалисти)) — существовавшая в 1903—1919 годах политическая партия Болгарии, стоявшая на позициях марксизма, революционного социализма и интернационализма. Сокращённо — БРСДП (т. с.), распространено было также название «тесняки́». Лидер — Димитр Благоев. Одна из первых радикальных марксистских партий, отмежевавшихся от реформистской социал-демократии.

## История
Образована на съезде в Русе в 1903 году в ходе раскола БРСДП на «тесных» и «широких» социалистов.
Левое крыло БРСДП взяло название «тесных социалистов» в противоположность правому, вставшему на позиции реформизма и национал-патриотизма, выступавшему за «широкое понимание марксизма», «широкую» работу среди всех слоев общества и «широкие» критерии членства в партии.
«Тесные социалисты» сосредоточили свою работу среди промышленных рабочих и служащих, установили высокую планку для людей, желающих стать членами партии.
В ходе начавшегося в том же 1903 году илинденского восстания в Македонии, болгарско-македонский революционер-тесняк Никола Карев становится руководителем Крушевской республики, пытаясь придать национально-освободительной борьбе классовую составляющую.
Партия ещё дважды раскалывалась — с «прогрессистами» и анархо-коммунистами в 1905 и 1908 годах, соответственно. Тем не менее, её влияние и численность увеличивается в несколько раз. В 1902 году «тесные социалисты» заняли два места в парламенте, а в 1914 году — 12 мест. В 1908 году получил 2600 голосов на муниципальных выборах, а в 1911 году — 13 000.
В 1912—1913 годах партия отказалась от поддержки буржуазии той или иной страны в балканских войнах и выдвинула идею Балканской федеративной республики. «Тесные социалисты» выступили и против участия Болгарии в Первой мировой войне, впоследствии поддержав манифест, принятый на конференции в Циммервальде, о необходимости «начать борьбу за мир без аннексий и контрибуций».
В 1919 году переименована в Болгарскую коммунистическую партию (т. с.).